# Centropus phasianinus
Centropus phasianinus е вид птица от семейство Cuculidae.

## Разпространение
Видът е разпространен в Австралия, Индонезия, Източен Тимор и Папуа Нова Гвинея.